# الحجاج بن الأستاذ هرمز
أبو جعفر الحجاج بن الأستاذ هرمز كان قائدًا بويهيًا وواليًا.
كان والد الحجاج قد خدم الأمير البويهي عضد الدولة كمسؤول رفيع المستوى، بينما خدم شقيقه حسن في البداية ابن عضد الدولة صمصام الدولة. الحجاج نفسه دخل في خدمة بهاء الدولة، وهو ابن آخر لعضد الدولة. في عام 991/2 قاد جيشًا لهزيمة العقيليين، وأصبح حاكمًا للموصل في أعقاب ذلك، حتى طرده العقيلي المقلد بن المسيب في عام 996.
بعد ذلك عُين الحجاج حاكمًا للأهواز، ولكن حكمه اتسم بالتعسف الشديد حتى أن بهاء الدولة استبدله في نيسان/أيار 1001 بأخيه حسن. ثم عينه بهاء الدولة ناظرًا وواليًا على بغداد، وكلفه بالدفاع عن المدينة ضد تحالف العقيليين والأسديين الذي تقدم نحوه بقيادة قرواش بن المقلد. وبمساعدة قبيلة بني خفاجة البدوية والأكراد العنازييين، تمكن الحجاج من هزيمة حلفائه في بازيقية. انقسم الجيش المتحالف، وهُزمت القبائل بعد ذلك فرديًا.
في تشرين الأول 1002، خلف الحجاج مرة أخرى شقيقه حسن في منصب حاكم بغداد. أثار هذا غضب الحجاج، فانشق مع أتباعه وانضم إلى الحاكم الكردي بدر بن حسنويه، وسار معه لحصار بغداد في صيف عام 1004. وعندما هزم البويهيون حليف بدر أبو العباس بن واصل، الذي استولى على البصرة، تخلى بدر عن الهجوم على بغداد وانسحب شمالًا. ثم تصالح الحجاج مع بهاء الدولة. توفي في تشرين الأول/تشرين الثاني 1009 في الأهواز.